# Linda Thorson
Linda Thorson, född Linda Robinson 18 juni 1947 i Toronto, Ontario är en kanadensisk skådespelare.

## Filmografi i urval
- 1968–1969 – The Avengers (TV-serie)
- 1977 – Valentino
- 1978 – Helgonet återvänder (TV-serie)
- 1985 – St. Elsewhere (TV-serie)
- 1986 – Ljuva frihet
- 1986 – Par i brott (TV-serie)
- 1987 – Dynastin (TV-serie)
- 1999 – Den första kärleken
- 2002 – Half Past Dead
- 2004 – Straight Into Darkness
- 2006–2007 – Hem till gården (TV-serie)
- 2020–2023 – The Hardy Boys (TV-serie)